# بریدیل، نیو ساوت ولز
بریدیل (به انگلیسی: Berridale) یک شهرک در استرالیا است که در Snowy River Shire واقع شده‌است.